# Népegészségügyi termékadó
A népegészségügyi termékadó (rövidítve: neta), vagy a köznyelvben elterjedt beceneve alapján csipszadó 2011. szeptember 1-je óta hatályos adónem Magyarországon, amelyet az állam adóbevételeinek növelésén túl azzal a szándékkal vezettek be, hogy az egészségre bizonyítottan káros termékek fogyasztása csökkenjen. Elsősorban – bár nem kizárólag – a cukrozott élelmiszerekre van kivetve a neta, bár magára a cukorra nem. Szintén nincs kivetve a népegészségügyi termékadó olyan hizlaló élelmiszerekre, mint a liszt, vagy a rizs.
Az adót az első belföldi értékesítőnek kell megfizetnie, vagyis Magyarországon előállított termékek esetén a gyártónak, a külföldről importált termékek esetén pedig az importőrnek. Ugyanakkor az adó közvetve beépül a fogyasztói árba, így az áremelkedés révén csökken a kereslet a törvény hatálya alá eső egészségtelen termékekre.

## Története
Ezt az adót a népegészségügyi termékadóról szóló 2011. évi CIII. törvény vezette be Magyarországon.
Az egyes adótörvények és azokkal összefüggő más törvények, valamint a Nemzeti Adó- és Vámhivatalról szóló 2010. évi CXXII. törvény módosításáról szóló 2014. évi LXXIV. törvény 2015. január 1-jei hatállyal módosította a népegészségügyi termékadóról szóló 2011. évi CIII. törvényt. A 2014. évi módosítás az értelmező rendelkezések közé beemelte az adalékanyag, a gyógynövény, a méz és a gyümölcspárlat meghatározását, megváltoztatta az előrecsomagolt cukrozott készítmény fogalmát, valamint a törvénymódosítás a népegészségügyi termékadót kiterjesztette az alkoholos italokra – kivéve a gyümölcspárlatokra, a gyomorkeserűkre, a sörökre és a borokra.
2018 májusában az Európai Bizottság indokolással ellátott véleményt küldött Magyarországnak, mivel az alkoholos italokra vonatkozó akkori hazai adószabályok diszkriminatívak voltak, amivel Magyarország megsértette az erre vonatkozó uniós irányelvet. A bizottság tájékoztatása szerint uniós jogba ütközik, hogy az akkori adószabályok szerint többek között a pálinkára és a gyomorkeserűkre Magyarország mentességet biztosított a népegészségügyi termékadó alól. Más égetett szeszes italok esetében azonban nem volt ilyen mentesség, tehát az ezen italokra magasabb adó volt kivetve. Mindez sérti az Európai Unió működéséről szóló szerződés vonatkozó cikkét. Emiatt a kormány a 2019-re vonatkozó adócsomagjában kiterjesztette a népegészségügyi termékadót a gyümölcspárlatokra és a gyomorkeserűkre is. Emellett szintén 2019-től a népegészségügyi termékadó mértéke átlagosan 20 százalékkal emelkedett. A sörökre és a borokra való kiterjesztését ugyanakkor ezúttal is elmulasztották.
2019-ben nyilvánosságra került egy kormányzati elképzelés azzal kapcsolatban, hogy szélesebb körben válnának adókötelessé a cukrozott szörpök és egyéb cukrozott üdítők. A terv szerint csak a magas, legalább 75 százalékos gyümölcs- és zöldségtartalmú üdítők mentesültek volna a népegészségügyi termékadó megfizetése alól (az akkori határ 25 százalék volt, 2022 óta pedig 50 százalék a határ). Emellett az édesítőszerrel ízesített édes termékekre is ki kívánták vetni a termékadót arra hivatkozva, hogy rászoktatnak az édes íz élvezetére – de a csak édesítőszerrel ízesített termékek esetében az adó mértéke harmada lett volna a cukrozott termékekhez képest. A javaslat több új terméket is be kívánt vonni a népegészségügyi termékadó hatálya alá: így például a 100 grammonként 8 grammnál kevesebb rostot tartalmazó gabonapelyhekre, illetve az egyéb cukrozott, kandírozott magvakra és gyümölcsökre is kivetették volna a népegészségügyi termékadót. Az elképzelés akkor nem valósult meg.
2022. július 1-jétől nem csak emelkedett a népegészségügyi termékadó mértéke, hanem egyúttal jelentősen változott a népegészségügyi termékadó hatálya alá tartozó termékek köre az ún. extraprofitadó értelmében. Az alkoholos italok teljesen kikerültek a népegészségügyi termékadó hatálya alól, helyette viszont a jövedéki adójukat jelentősen megemelték, emiatt az alkoholos italok többségének még emelkedett is az adóterhe. Azonban kivetették két új termékkörre is a népegészségügyi termékadót: a csemegékre és az előrecsomagolt édes, sós tésztákra (pl. a müzlikre, a gabonapelyhekre, a kandírozott gyümölcsökre, illetve a töltött tésztákra).
Kiterjesztették az édesítőszerrel ízesített és a csak kevesebb hozzáadott cukrot tartalmazó termékekre is a népegészségügyi termékadót – de ezen termékek esetében az adó mértéke kisebb, mint a több hozzáadott cukrot tartalmazó termékek esetében. A Magyar Dietetikusok Országos Szövetségének elnöke, Szűcs Zsuzsanna kritikával illette a népegészségügyi termékadó kiterjesztését az édesítőszerekre, hiszen az édesítőszer sokkal egészségesebb alternatívája a cukornak. Kiemelte, hogy a hozzáadott cukor fogyasztása egészségtelen: elhízást, fogszuvasodást, szív-és érrendszeri betegségeket okoz. A cukorbevitel mérséklésének pedig hatékony eszköze az édesítőszer. Emellett van egy elég jelentős réteg, akik számára ez az egyetlen opció: a cukorbetegek, inzulinrezisztensek csak édesítőszeres termékeket ehetnek, ez Magyarországon akár 1-1,5 millió embert is érinthet.
Emellett szintén 2022. július 1-jétől csak a legalább 50%-os gyümölcs- és zöldségtartalmú üdítők mentesülhetnek a népegészségügyi termékadó megfizetése alól a korábbi 25% helyett, amennyiben cukrot, vagy édesítőszert tartalmaznak. A neta-köteles termékek körének kiszélesítése jelentős összhangban van a 2019-ben kiszivárgott kormányzati tervekkel – habár az akkori tervekkel ellentétben a gyümölcs- és zöldséglevek nem 75, hanem már 50 százalékos gyümölcs- és zöldségtartalom felett mentesülnek a népegészségügyi termékadó alól.

## Mértéke
Az alábbi táblázat a népegészségügyi termékadó 2022. július 1-jétől hatályos mértékét tartalmazza terméktípusonként.
| Termék | Termék | Adómérték               |
| --- | --- | ----------------------- |
| cukrozott üdítők (50% alatti gyümölcs- és zöldségtartalom esetén)                                                                            | - szörpök, melyek 100 ml-enként 8 grammnál több cukrot tartalmaznak, de édesítőszert nem tartalmaznak - cukrot és édesítőszert is tartalmazó szörpök                                                                          | 310 Ft/l                |
| cukrozott üdítők (50% alatti gyümölcs- és zöldségtartalom esetén)                                                                            | - szörpök, melyek 100 ml-enként legfeljebb 8 gramm cukrot tartalmaznak, de édesítőszert nem tartalmaznak - szörpök, melyek cukrot nem, de édesítőszert tartalmaznak                                                           | 105 Ft/l                |
| cukrozott üdítők (50% alatti gyümölcs- és zöldségtartalom esetén)                                                                            | - egyéb üdítők, melyek 100 ml-enként 8 grammnál több cukrot tartalmaznak, de édesítőszert nem tartalmaznak - egyéb üdítők, melyek cukrot és édesítőszert is tartalmaznak                                                      | 23 Ft/l                 |
| cukrozott üdítők (50% alatti gyümölcs- és zöldségtartalom esetén)                                                                            | - egyéb üdítők, melyek 100 ml-enként legfeljebb 8 gramm cukrot tartalmaznak, de édesítőszert nem tartalmaznak - egyéb üdítők, melyek cukrot nem, de édesítőszert tartalmaznak                                                 | 8 Ft/l                  |
| energiaitalok | - taurintartalmú energiaitalok | 390 Ft/l                |
| energiaitalok | - egyéb energiaitalok | 65 Ft/l                 |
| előrecsomagolt cukrozott készítmények | - kekszek és süteményfélék, melyek cukortartalma 100 grammonként meghaladja a 25 grammot, de édesítőszert nem tartalmaznak - kekszek és süteményfélék, melyek cukrot és édesítőszert is tartalmaznak                          | 210 Ft/kg               |
| előrecsomagolt cukrozott készítmények | - kekszek és süteményfélék, melyek maximum 25 gramm cukrot tartalmaznak, de édesítőszert nem tartalmaznak - kekszek és süteményfélék, melyek cukrot nem, de édesítőszert tartalmaznak                                         | 65 Ft/kg                |
| előrecsomagolt cukrozott készítmények | - kakaóporok, melyek cukortartalma 100 grammonként meghaladja a 40 grammot, de édesítőszert nem tartalmaznak - kakaóporok, melyek cukrot és édesítőszert is tartalmaznak                                                      | 210 Ft/kg               |
| előrecsomagolt cukrozott készítmények | - kakaóporok, melyek maximum 40 gramm cukrot tartalmaznak, de édesítőszert nem tartalmaznak - kakaóporok, melyek cukrot nem, de édesítőszert tartalmaznak                                                                     | 65 Ft/kg                |
| előrecsomagolt cukrozott készítmények | - egyéb kakaótartalmú készítmények, melyek cukortartalma 100 grammonként meghaladja a 40 grammot, de édesítőszert nem tartalmaznak - egyéb kakaótartalmú készítmények, melyek cukrot és édesítőszert is tartalmaznak          | 110 Ft/kg               |
| előrecsomagolt cukrozott készítmények | - egyéb kakaótartalmú készítmények, melyek maximum 40 gramm cukrot tartalmaznak, de édesítőszert nem tartalmaznak - egyéb kakaótartalmú készítmények, melyek cukrot nem, de édesítőszert tartalmaznak                         | 40 Ft/kg                |
| sós snackek, melyek sótartalma 100 grammonként meghaladja az 1 grammot, vagy telített zsírsavtartalma 100 grammonként meghaladja a 2 grammot | sós snackek, melyek sótartalma 100 grammonként meghaladja az 1 grammot, vagy telített zsírsavtartalma 100 grammonként meghaladja a 2 grammot                                                                                  | 390 Ft/kg               |
| ételízesítők, melyek sótartalma 100 grammonként meghaladja az 1 grammot                                                                      | ételízesítők, melyek sótartalma 100 grammonként meghaladja az 1 grammot | 390 Ft/kg vagy 390 Ft/l |
| ízesített sörök | - ízesített sörök, melyek 100 milliliterenként 5 grammnál több cukrot tartalmaznak, de édesítőszert nem tartalmaznak - ízesített sörök, melyek cukrot és édesítőszert is tartalmaznak                                         | 33 Ft/l                 |
| ízesített sörök | - ízesített sörök, melyek 100 milliliterenként maximum 5 gramm cukrot tartalmaznak, de édesítőszert nem tartalmaznak - ízesített sörök, melyek cukrot nem, édesítőszert viszont tartalmaznak                                  | 10 Ft/l                 |
| alkoholos frissítők | - alkoholos frissítők, melyek 100 milliliterenként 5 grammnál több cukrot tartalmaznak, de édesítőszert nem tartalmaznak - alkoholos frissítők, melyek cukrot és édesítőszert is tartalmaznak                                 | 33 Ft/l                 |
| alkoholos frissítők | - alkoholos frissítők, melyek 100 milliliterenként maximum 5 gramm cukrot tartalmaznak, de édesítőszert nem tartalmaznak - alkoholos frissítők, melyek cukrot nem, édesítőszert viszont tartalmaznak                          | 10 Ft/l                 |
| gyümölcsízek | - gyümölcsízek, melyek cukortartalma 100 grammonként meghaladja a 35 grammot, de édesítőszert nem tartalmaznak - cukrot és édesítőszert is tartalmazó gyümölcsízek                                                            | 780 Ft/kg               |
| gyümölcsízek | - gyümölcsízek, melyek cukortartalma 100 grammonként maximum 35 gramm, de édesítőszert nem tartalmaznak - gyümölcsízek, melyek cukrot nem, édesítőszert viszont tartalmaznak                                                  | 260 Ft/kg               |
| gabonapelyhek, kandírozott gyümölcsök | - gabonapelyhek és kandírozott gyümölcsök, melyek cukortartalma 100 grammonként meghaladja a 15 grammot, de édesítőszert nem tartalmaznak - cukrot és édesítőszert is tartalmazó gabonapelyhek és kandírozott gyümölcsök      | 210 Ft/kg               |
| gabonapelyhek, kandírozott gyümölcsök | - gabonapelyhek és kandírozott gyümölcsök, melyek cukortartalma 100 grammonként maximum 15 gramm, de édesítőszert nem tartalmaznak - gabonapelyhek és kandírozott gyümölcsök, melyek cukrot nem, de édesítőszert tartalmaznak | 65 Ft/kg                |
| Töltött tészták | - töltött tészták, melyek cukortartalma 100 grammonként meghaladja a 25 grammot, de édesítőszert nem tartalmaznak - cukrot és édesítőszert is tartalmazó töltött tészták                                                      | 210 Ft/kg               |
| Töltött tészták | - töltött tészták, melyek cukortartalma 100 grammonként maximum 25 gramm, de édesítőszert nem tartalmaznak - töltött tészták, melyek cukrot nem, édesítőszert viszont tartalmaznak                                            | 65 Ft/kg                |
| Töltött tészták | - töltött tészták, melyek sótartalma 100 grammonként meghaladja az 1 grammot | 210 Ft/kg               |

## A Magyar Nemzeti Bank javaslatai a népegészségügyi termékadó szabályozásával kapcsolatban
A Magyar Nemzeti Bank (MNB) 2019-ben megjelent 330 pontos versenyképességi programjában javasolta a népegészségügyi termékadó mértékének emelését és az érintett termékek körének bővítését. Az MNB kiemeli, hogy az egészségtelen termékek fogyasztása (például: chips, alkohol) károsítja az emberi szervezetet, ami hosszú távon visszaveti a munkatermelékenységet. Az MNB a javaslatát a gyümölcspárlatok további adóztatása kapcsán arra alapozza, hogy – korrigálva a háztartások jövedelmi helyzetével és az alacsonyabb árszínvonallal – Magyarországon jóval olcsóbb az alkohol, mint átlagosan az EU-ban, ezzel összefüggésben a röviditalok fogyasztásának éves mennyisége, valamint az alkoholhoz köthető halálozások aránya jelentősen meghaladja az EU-átlagot. Az Eurostat 2021-ben készült összesítéséből pedig az derül ki, hogy az összes Európai Uniós ország közül Magyarországon a legolcsóbbak az alkoholos italok.
Az üdítőitalok esetében az MNB javasolja az egyesült királyságihoz hasonló sávos rendszer bevezetését a cukrozott üdítőkkel kapcsolatban, amely sikeres volt a gyártói receptúrák megváltoztatásában. A magyarországi népegészségügyi termékadó módosítható lenne a brit sávos módszerhez hasonlóan, azonban a két országban tapasztalható eltérő vásárlóerőt és árszínvonalat is figyelembe kívánja venni az MNB javaslata. Az Egyesült Királyságban az üdítőitalokra 100 ml-re vetítve 5 gramm cukortartalomig nincs különadó kivetve, majd 5 és 8 gramm között már van különadó, 8 grammtól pedig emelkedik az adó mértéke. Magyarországon akkor csak 8 gramm volt a sávhatár, az alatt nem volt különadó a cukrozott üdítőkön. Emiatt célszerűnek tartja az MNB egy újabb alsó sáv bevezetését, ami az Egyesült Királysághoz hasonlóan alacsonyabb cukortartalom alkalmazására ösztönözheti a gyártókat. 100 ml-re vetítve az 5 és 8 gramm közötti cukortartalmú üdítők különadója literenként az akkori 0 forintról 15 forintra, míg 8 grammnál magasabb cukortartalom esetében az akkori 15 forintról 30 forintra emelkedne az MNB javaslata szerint. 2022-ben a 100 ml-enkét maximum 8 gramm cukrot tartalmazó üdítőitalokra sávos rendszerben kiterjesztették a népegészségügyi termékadót (azaz 100 grammonként 8 gramm cukortartalomig kisebb az adóteher mértéke, mint 8 grammos cukortartalom felett), de a 8 grammos sávhatáron túl egy újabb alsó sávhatárt nem vezettek be, azaz a 100 ml-enként maximum 5 gramm cukrot tartalmazó üdítők után is kell népegészségügyi termékadót fizetni.
Az adóteher sávossá alakítását az MNB javaslata szerint érdemes lenne bevezetni az előrecsomagolt cukrozott készítmények esetében is, amit 10, 25 és 50 grammos határokkal lehetne kialakítani. Az akkori szabályozás szerint a népegészségügyi termékadó csak 25 gramm hozzáadottcukor-tartalom felett volt fizetendő, és ezen érték felett az adómérték egységes összegű. Ezért javasolta az MNB az adóteher sávosítását. Az MNB javaslata szerint a különadó mértéke 100 grammra kivetítve 10 és 25 gramm közötti cukortartalom esetén kilogrammonként 0 forintról 80 forintra emelkedne, 25 és 50 gramm között maradna 160 forint, míg 50 grammtól 160 forintról 320 forintra emelkedne. Az MNB érvelése szerint egy ilyen módosítás a gyártók jelentős részét egészségesebb recept alkalmazására motiválhatná azáltal, hogy termékük ezután a NETA alá kerülne (pl. a cukrozott joghurtok esetén), vagy magasabb kategóriába kerülne át (pl. a mogyorókrémek esetén). 2022-ben a 100 grammonként maximum 25 gramm cukrot tartalmazó előrecsomagolt cukrozott készítményekre sávos rendszerben kiterjesztették a népegészségügyi termékadót (azaz 100 grammonként 25 gramm cukortartalomig kisebb az adóteher mértéke, mint 25 grammos cukortartalom felett), de a 25 grammos sávhatáron túl egy újabb alsó és felső sávhatárt nem vezettek be, azaz a 100 grammonként maximum 10 gramm cukrot tartalmazó előrecsomagolt cukrozott készítmények után is kell népegészségügyi termékadót fizetni; 50 gramm felett pedig nincs magasabb adóteher, mint a 100 grammonként 25 és 50 gramm közötti cukortartalmú készítmények esetében.
Az MNB célszerűnek tartaná továbbá a NETA kiterjesztését a környezetszennyező módon előállított, és kedvezőtlen hosszú távú egészségügyi hatásokkal járó pálmaolaj (pálmazsír) élelmiszeripari felhasználására, valamint a helyben készített magas cukor- vagy sótartalmú termékekre is.